# Pam Kruse
Pamela (Pam) Jean Kruse, född 3 juni 1950 i Miami, är en amerikansk före detta simmare.
Kruse blev olympisk silvermedaljör på 800 meter frisim vid sommarspelen 1968 i Mexico City.